# Rainer Hensen
Rainer Hensen (* 5. Juni 1961 in Heinsberg) ist ein deutscher Koch. 

## Werdegang
Nach seiner Kochausbildung im Hotel Jabusch in Geilenkirchen absolvierte Hensen eine dreijährige Bäckerlehre. Von 1982 bis 1984 war er bei der Bundeswehr. 
Seit 1986 ist er Patron in der Burgstuben Residenz in Heinsberg-Randerath. Sein Gourmet-Restaurant St. Jacques wird seit 2002 mit einem Michelin-Stern und seit 2012 mit 17 Punkten im Gault Millau ausgezeichnet.
Im Juni 2016 nahm er an der Sendung Das perfekte Dinner teil.